# サミュエル・リチャードソン
サミュエル・リチャードソン（Samuel Richardson、1689年8月19日 - 1761年7月4日）は、イギリスの小説家。近代小説の父と言われる人である。
リチャードソンはダービーシャーのマックワースに生まれ、少年の頃からやさしく、早熟で、女性に可愛がられ、彼女達のために恋文の代筆などをしていた。若くしてロンドンの印刷業者の徒弟となり、やがて独立して、ロンドンの出版業界を代表する大物印刷業者となる。同業者から手紙の書き方の手本となる模範書簡集を書くように勧められ、物語風の脚色をした一連の架空の手紙を執筆するうちに、書簡体の小説のアイディアを思いついた。
代表作はいずれもさまざまな登場人物の間に交わされる手紙によって物語が展開する書簡体小説である。
美しい小間使いが好色な若主人の性的誘惑をはねつけ、改心した若主人と結婚して地主夫人の地位に上り詰める『パミラ、あるいは淑徳の報い』（1740年）。地主の娘が嫌な男との結婚を避けるため放蕩男の手を借りて家出した挙げ句、放蕩男に犯されて自殺する『クラリッサ』（1747年 - 1748年）。

## 日本語訳
- 原田範行訳 『パミラ、あるいは淑徳の報い』研究社「英国十八世紀文学叢書 第1巻」、2011年。ISBN 978-4-327-18051-5
- 海老池俊治訳 『パミラ』 筑摩書房「筑摩世界文学大系21 リチャードソン」、1972年。ISBN 4-480-20621-3